# Marstall (Freising)

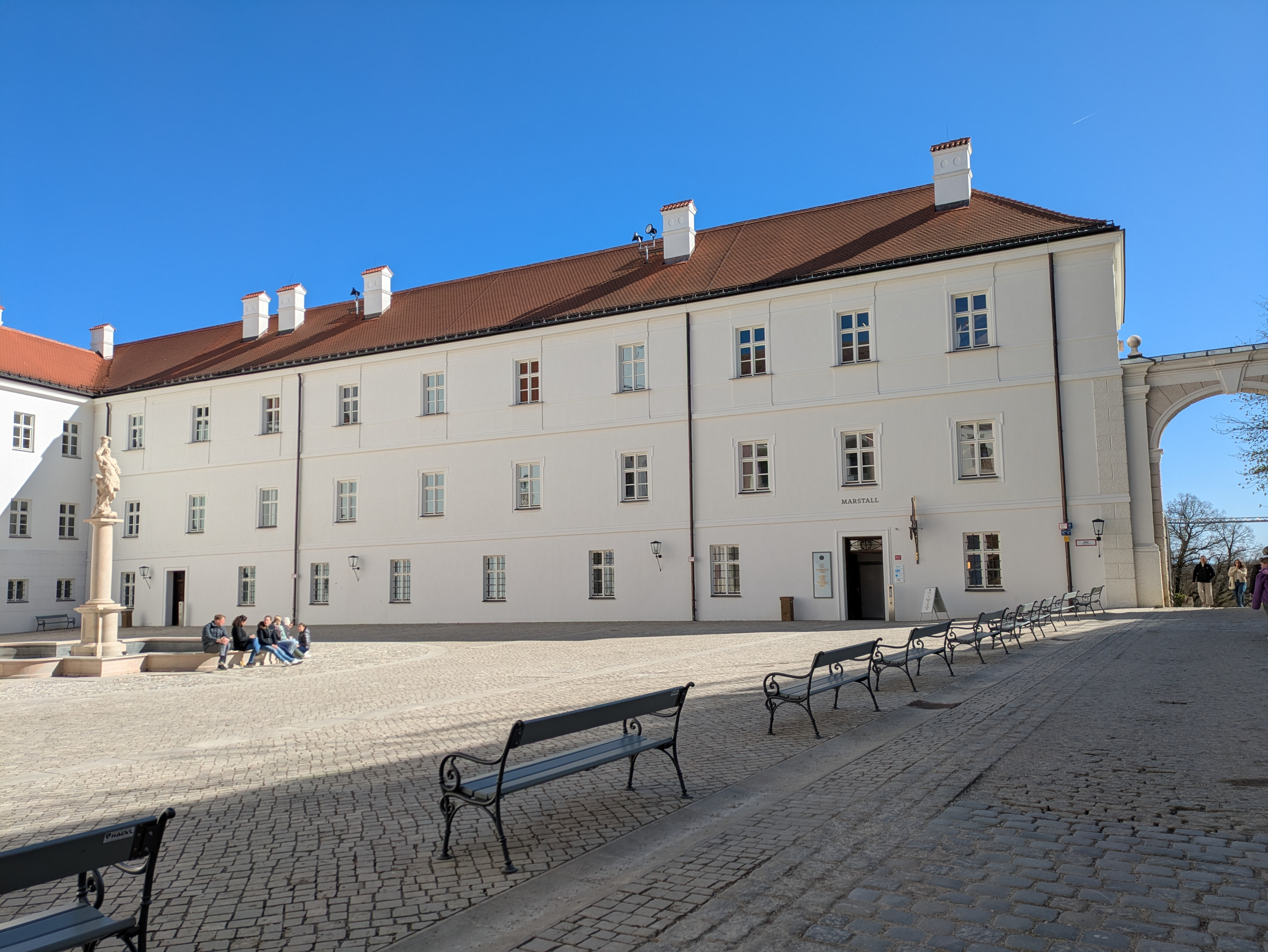
Marstall vom Domhof

Südseite des Marstalls

Der Marstall auf dem Domberg in Freising wurde als Hofstall für die Fürstbischöfe des Hochstifts Freising errichtet. Heute beherbergt das Gebäude die Ganztagesbetreuung des benachbarten Domgymnasiums, die Domsingschule und Renovabis, das Osteuropa-Hilfswerk der Katholischen Kirche.

## Lage
Der Marstall liegt an der Südseite des Domhofes, der vom Freisinger Dom, dem Kollegiatstift St. Johannes mit dem Fürstengang, sowie der Fürstbischöflichen Residenz gebildet wird. Zwischen Residenz und Marstall liegt ein Belvedere aus der Barockzeit. Südlich des Marstalls fällt der Domberg zur Moosach und Isar hin steil ab. Hier wurde eine Tiefgarage gebaut, deren Dach ebenfalls als Terrasse genutzt wird.

## Geschichte
Der Marstall wurde während der Amtszeit von Albrecht Sigismund von Bayern erbaut. Erste Planungen für einen Marstall gab es schon 1668. Der Vorschlag von Giovanni Gaspare Zuccalli der im Erdgeschoss den Pferdestall und im Obergeschoss einen Festsaal vorsah wurde aber nicht verwirklicht. 1670/71 wurde der Marstall schließlich errichtet. Auch bei diesem Entwurf befand sich im Erdgeschoss der Pferdestall, das Obergeschoss wurde hingegen für die fürstbischöfliche Gemäldegalerie genutzt. Der Festsaal wurde schließlich in der Residenz gebaut.
Mit dem Ende des Hochstifts Freising 1802 fiel das Gebäude an den Bayerischen Staat. Nicht ausgeführt wurde der Plan von 1825 das Gebäude als Depot des Königlich Bayerischen Allgemeinen Reichsarchivs zu nutzen. Ab 1834 wurde das Gebäude schließlich umgebaut und ab dann durch das Lyceum (ab 1923 Philosophisch-theologische Hochschule Freising), das Dom-Gymnasium Freising und die Lateinschule genutzt. Um die steigenden Schülerzahlen bewältigen zu können, wurde das Gebäude 1877/78 um ein zweites Obergeschoss erweitert. Nachdem die Hochschule 1968 nach München verlegt wurde und für das Domgymnasium zwischen 1975 und 1980 ein neues Gebäude auf dem Domberg gebaut wurde, musste ein neuer Nutzer für das Gebäude gefunden werden. Die Stadt Freising hatte die Absicht das Gebäude für die Fachoberschule zu verwenden, teilte aber 1980 mit kein Interesse mehr an dem Gebäude zu haben. Schlussendlich erwarb 1981 dann das Erzbistum München-Freising den Marstall. Nach umfangreichen Bauarbeiten, bei denen unter anderem die Holzdecken aus Gründen der Tragfähigkeit durch Betondecken ersetzt wurden, konnte das Gebäude am 17. Mai 1994 eingeweiht werden. Das Erdgeschoss wurde als Archivdepot für Pfarrarchive und auch für das Archiv des Erzbistums genutzt. Im ersten Obergeschoss lagen die öffentlichen Bereiche und Büros der Dombibliothek Freising im zweiten Obergeschoss waren die Magazinräume der Bibliothek untergebracht. Zum 1. Juli 2015 stellte die Dombibliothek ihren öffentlichen Leihbetrieb ein, weil im Rahmen der Neugestaltung des Freisinger Dombergs bauliche Maßnahmen am Gebäude (Domberg 38–40) durchgeführt wurden. Seit Mai 2021 sind die umfangreichen Sanierungs- und Umbaumaßnahmen abgeschlossen. Das Marstall-Gebäude enthält nun im Erdgeschoß die Ganztagesbetreuung des benachbarten Domgymnasiums, im ersten Stock die Domsingschule und im zweiten Stock Renovabis, das Osteuropa-Hilfswerk der Katholischen Kirche. Die Einweihung des sanierten Gebäudes erfolgte am 6. Mai 2021.